# Laguna de Sinamaica

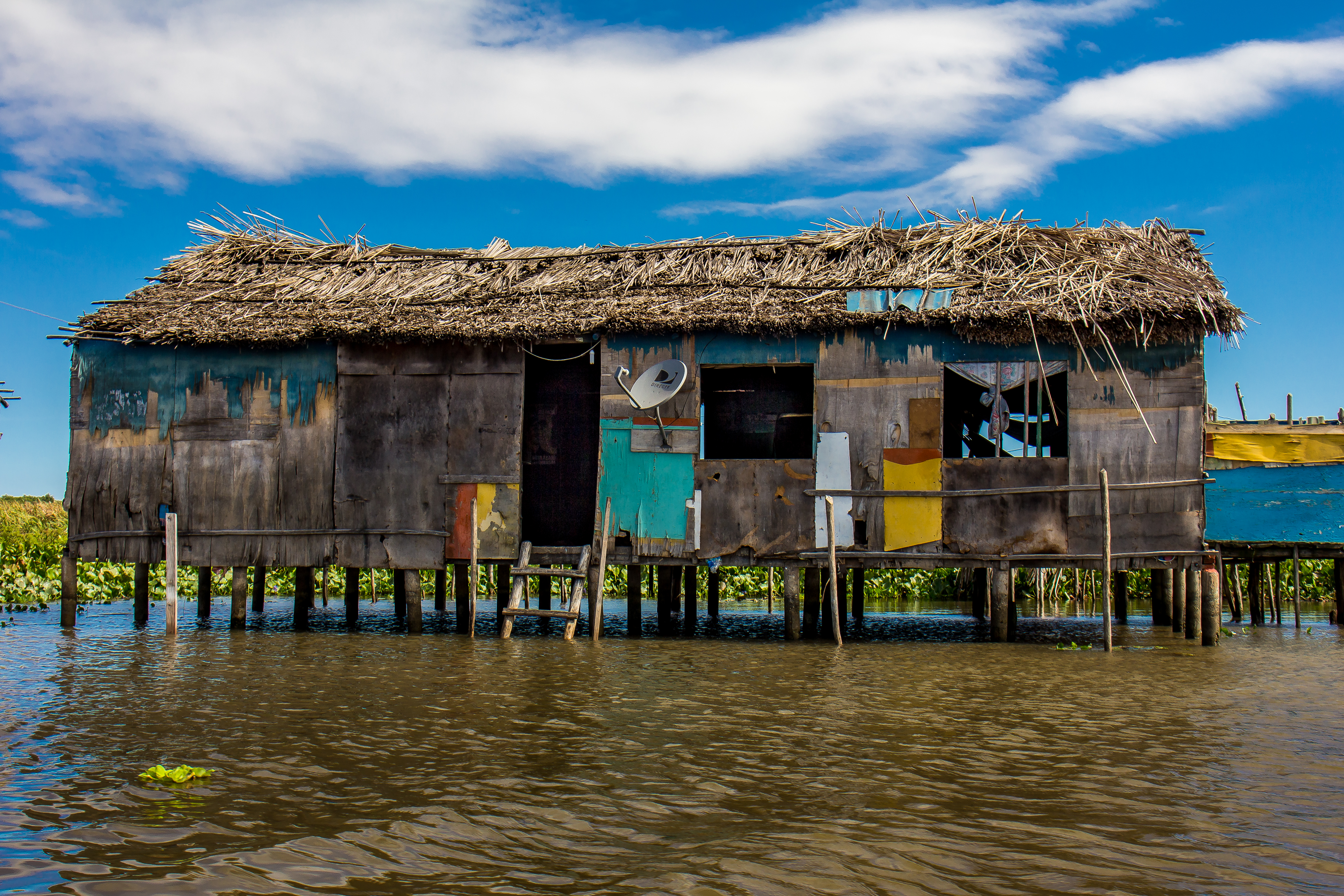
Ein Palafito an der Laguna de Sinamaica

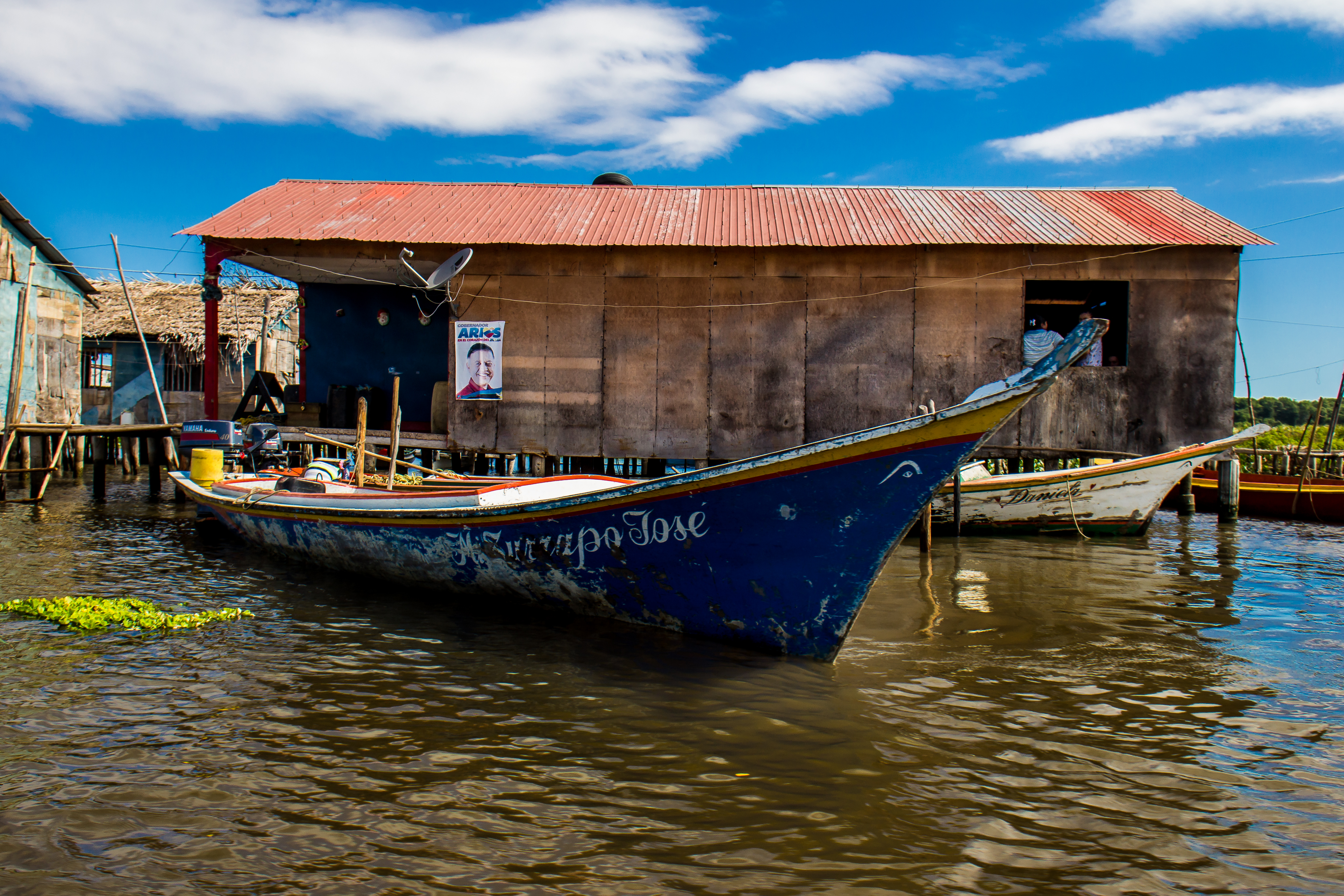
Eine curiara (typisches Boot) vor einem Palafito

Die Laguna de Sinamaica ist eine Lagune bei Sinamaica im Norden des Bundesstaates Zulia in Venezuela. Sie liegt nordwestlich des Maracaibo-Sees, ist ungefähr 50 Quadratkilometer groß und ihr Hauptzufluss ist der Fluss El Limón. Das Gebiet ist von unzähligen Kanälen mit Mangroven und Kokospalmen durchzogen und ist seit 1774 als Nationalpark geschützt.
Die Lagune von Sinamaica ist die Wiege des indigenen Volkes der Añu. Noch heute leben diese auf Pfahlbauten am Wasser, den Palafitos.
Der Name Venezuela soll seinen Ursprung in dieser Gegend haben, siehe Etymologie des Namens Venezuela.